# World Series of Poker 1987
 (juillet 2025).
La mise en forme du texte ne suit pas les recommandations de Wikipédia : il faut le « wikifier ».
Les points d'amélioration suivants sont les cas les plus fréquents. Le détail des points à revoir est peut-être précisé sur la page de discussion.
- Les titres sont pré-formatés par le logiciel. Ils ne sont ni en capitales, ni en gras.
- Le texte ne doit pas être écrit en capitales (les noms de famille non plus), ni en gras, ni en italique, ni en « petit »…
- Le gras n'est utilisé que pour surligner le titre de l'article dans l'introduction, une seule fois.
- L'italique est rarement utilisé : mots en langue étrangère, titres d'œuvres, noms de bateaux, etc.
- Les citations ne sont pas en italique mais en corps de texte normal. Elles sont entourées par des guillemets français : « et ».
- Les listes à puces sont à éviter, des paragraphes rédigés étant largement préférés. Les tableaux sont à réserver à la présentation de données structurées (résultats, etc.).
- Les appels de note de bas de page (petits chiffres en exposant, introduits par l'outil «  Source ») sont à placer entre la fin de phrase et le point final[comme ça].
- Les liens internes (vers d'autres articles de Wikipédia) sont à choisir avec parcimonie. Créez des liens vers des articles approfondissant le sujet. Les termes génériques sans rapport avec le sujet sont à éviter, ainsi que les répétitions de liens vers un même terme.
- Les liens externes sont à placer uniquement dans une section « Liens externes », à la fin de l'article. Ces liens sont à choisir avec parcimonie suivant les règles définies. Si un lien sert de source à l'article, son insertion dans le texte est à faire par les notes de bas de page.
- La présentation des références doit suivre les conventions bibliographiques. Il est recommandé d'utiliser les modèles {{Ouvrage}}, {{Chapitre}}, {{Article}}, {{Lien web}} et/ou {{Bibliographie}}. Le mode d'édition visuel peut mettre en forme automatiquement les références.
- Insérer une infobox (cadre d'informations à droite) n'est pas obligatoire pour parachever la mise en page.

Pour une aide détaillée, merci de consulter Aide:Wikification.
Si vous pensez que ces points ont été résolus, vous pouvez retirer ce bandeau et améliorer la mise en forme d'un autre article.
Résultats des World Series of Poker 1987.

## Résultats
| Tournoi                                | Vainqueur          | Prix     | Finaliste         |
| -------------------------------------- | ------------------ | -------- | ----------------- |
| $1,000 Ace to Five Draw                | Bob Addison        | $96,400  | Don Williams      |
| $5,000 Deuce to Seven Draw with Rebuys | Billy Baxter       | $153,000 | Joe Petro         |
| $1,000 Limit Omaha                     | T. J. Cloutier     | $72,000  | Robert Turner     |
| $5,000 Seven Card Stud                 | Artie Cobb         | $142,000 | Don Williams      |
| $1,000 Seven Card Stud                 | Jim Craig          | $103,600 | Al Anderson       |
| $2,500 Pot Limit Omaha                 | Hal Kant           | $174,000 | Lyle Berman       |
| $1,500 Limit Hold'em                   | Ralph Morton       | $189,000 | Jack Keller       |
| $1,000 Seven Card Stud Split           | Joe Petro          | $93,200  | Gene Fisher       |
| $5,000 Seven Card Razz                 | Carl Rouss         | $65,200  | Mark Mitchell     |
| $500 Ladies' Seven Card Stud           | Linda Ryke-Drucker | $16,800  | Barbara Putterman |
| $1,500 No Limit Hold'em                | Hilbert Shirey     | $171,600 | Lee Wosk          |

## Table Finale du Main Event
| Place | Nom             | Prix     |
| ----- | --------------- | -------- |
| 1er   | Johnny Chan     | $625,000 |
| 2e    | Frank Henderson | $250,000 |
| 3e    | Bob Ciaffone    | $125,000 |
| 4e    | James Spain     | $68,750  |
| 5e    | Howard Lederer  | $56,250  |
| 6e    | Dan Harrington  | $43,750  |